# مراجعة الأديان (مجلة)

مجلة مراجعة الأديان - غلاف فبراير ٢٠١٥ (المجلد ١١٠، العدد ٢)

مجلة مراجعة الأديان هي مجلة مقارنة دينية باللغة الإنجليزية تصدر شهريًا عن الجماعة الإسلامية الأحمدية. تُطبع هذه المجلة بانتظام منذ عام 1902، وهي واحدة من أقدم الدوريات الإسلامية باللغة الإنجليزية. وقد وُصفَت بأنها النشرة الرئيسة للحركة الأحمدية وباعتبارها مصدرًا قيمًا للمواد للحصول على معلومات حول التوسع الجغرافي للنشاط الأحمدي. أطلقها ميرزا غلام أحمد بهدف نقل فهم دقيق للتعاليم الإسلامية في جميع أنحاء العالم الناطق باللغة الإنجليزية وتبديد المفاهيم الخاطئة ضد الإيمان. ومع ذلك، فإن المقالات عادة ما تتضمن وجهات نظر أحمدية مميزة. بالإضافة إلى النسخة الإنجليزية التي تصدر من لندن، تُنشر المجلة حاليًا إصدارات ربع سنوية منفصلة باللغات الألمانية والفرنسية والإسبانية.

## الطبعات الدولية
خلال حياة غلام أحمد، كانت المجلة تُنشر باللغتين الإنجليزية والأردية في طبعتين منفصلتين. منذ عام 2011، تُنشر المجلة أيضًا باللغة الألمانية باسم Die Revue der Religionen، ومقرها في فرانكفورت أم ماين. منذ عام 2017، أصبح للمجلة أيضًا طبعة فرنسية تُنشر تحت اسم Revue des Religions ومقرها باريس. أُطلقَت النسخة الإسبانية من مجلة مراجعة الأديان من غواتيمالا في عام 2018.

## المعارض
منذ عام 2015، تستضيف المجلة معارض موضوعية منتظمة تغطي مواضيع دينية مختلفة بما في ذلك الفن الإسلامي وكفن تورينو والخط القرآني. تتميز العديد من هذه المعارض بطابعها التفاعلي وتسمح بالمشاركة الفعالة للضيوف المسلمين وغير المسلمين.

## المحررون الأوائل
- مولانا محمد علي
- خواجة كمال الدين
- المفتي محمد صادق
- مولوي محمد الدين
- ميرزا بشير أحمد [الإنجليزية]
- مولوي شير علي [الإنجليزية]
- مالك غلام فريد
- عبد الرحيم درد
- مولوي فرزند علي
- الصوفي عبد القدير نياز

## طالع أيضًا
- شروق الشمس المسلم
- المجلة الإسلامية

## ملحوظات
1. 1 2  "موك راك". اطلع عليه بتاريخ 2020-11-12.
2. ↑  Friedmann 2003، صفحة 11.
3. ↑  Gilham 2014، صفحة 139.
4. ↑  Friedmann 2003، صفحة 23.
5. ↑  Shahid 2002، صفحة 9.
6. ↑  Geaves 2018، صفحة 39.
7. ↑  Shahid 2002.
8. ↑  "Unsere aktuellen Zeitschriften", Ahmadiyya Muslim Jamaat Deutschland نسخة محفوظة 2023-11-07 على موقع واي باك مشين.
9. ↑  "His Holiness Launches New Spanish Edition of The Review of Religions", Review of Religions Online نسخة محفوظة 2024-12-13 على موقع واي باك مشين.
10. ↑  The Review of Religions Exhibitions نسخة محفوظة 2025-01-19 على موقع واي باك مشين.

## روابط خارجية
- الموقع الرسمي
- أرشيف الأعداد الرقمية (غير المكتملة) للأعوام ١٩٠٢-٢٠١٨
- الموقع الألماني
- الموقع الفرنسي
- موقع المعارض